# 阿諾德 (密蘇里州)
阿諾德（英語：Arnold）是位於美國密蘇里州傑佛遜縣的城市。

## 人口
根據2020年美國人口普查的數據，阿諾德的面積為29.86平方千米，當中陸地面積為29.85平方千米，而水域面積為0.01平方千米。當地共有人口20858人，而人口密度為每平方千米699人。